# Restes arqueològiques del Salt del riu Riquer
Situat al Salt del riu Riquer, terme municipal d'Alcoi, aquest assentament mosterià va ser descobert el 1959 per Juan Faus. La primera ocupació humana d'aquest territori s'ha documentat en el Salt, que va ser habitat per un grup de caçadors i recol·lectors neandertals al llarg de diversos mil·lennis durant el Paleolític mitjà, amb una antiguitat entre 60.000 i 30.000 anys. L'assentament prehistòric del Salt comprèn uns 400 metres quadrats de superfície, on la gran seqüència arqueosedimentària de quasi quatre metres de grossària és mostra de la seua importància en tota la península Ibèrica. El Salt és, a més, un dels dos punts de la península en què s'han trobat ferramentes de caça que s'usaven més d'una sola vegada. Es troba junt al jardí de vil·la Vicenta, residència d'estiu que va ser de Juan Gil-Albert.

## Entorn
El riu Barxell o Riquer discorre per una zona molt plana del Troncal sobre roques calcàries, i es troba de sobte amb un tallat de vuitanta metres de desnivell. És habitual que el riu s'infiltre i reaparega en la base de la paret, però en època de pluges torrencials s'hi genera una espectacular cascada. A la zona, es troben molins del segle xix sobretot, així com l'entitat de població de les cases del Salt que pertany a Alcoi.

## Investigacions
Resultat de les investigacions iniciades el 1986 per la Universitat de La Laguna ha sigut la troballa de la foguera estructurada més antiga de la península Ibèrica, utilitzada per l'humà de Neandertal per a calfar els seus campaments.
L'estructura està localitzada en la part superior del jaciment, cosa que situa la seua antiguitat entre els 35.000 i els 38.000 anys aC. La principal característica n'és l'ús de la pedra; constata un important avanç tecnològic: el pas d'encendre foc a controlar-lo i aprofitar-lo per a nous usos. L'ús de pedres els permetia controlar i incrementar la temperatura del foc. És dels primers pobles documentats fins ara que utilitza esta tecnologia. Un altre ús, fins ara desconegut, era molt important: tirar el fem per a destruir-lo; per això, és habitual la troballa de ferramentes i ossos en aquest.
Els nivells d'aquest jaciment, a banda de restes de fogueres i nombroses ferramentes de sílex, contenen restes òssies dels animals que caçaven i consumien; a més, s'han recuperat cinc dents humanes d'Homo sapiens neandertalensis. Se sap que els antics pobladors d'aquest abric caçaven cervos, cabres i cavalls, però, a diferència dels habitants que van ocupar àrees pròximes com la cova Beneito, no van esgotar els seus recursos.
En l'estudi d'aquest jaciment, participen arqueòlegs membres del Consell Superior d'Investigacions Científiques de França, professors i alumnes de la Universitat de Rennes I, de València i de la Universitat de La Laguna.
Amb la rehabilitació de vil·la Vicenta es mostrarà, a més, de manera permanent, part de les troballes arqueològiques d'aquest jaciment com a complement al ja exposat en el Museu Arqueològic Municipal Camil Visedo Moltó d'Alcoi que, sota el guiatge de Vicente Pascual, va realitzar el 1960 la primera de les seues excavacions en el Salt.